# Parafia Narodzenia Najświętszej Maryi Panny w Marklowicach
Parafia pw. Narodzenia NMP w Chałupkach – rzymskokatolicka parafia w Marklowicach (Chałupkach) w dekanacie wodzisławskim, istniejąca od 31 lipca 1988 roku. 

## Proboszczowie[1]
- ks. Jan Teska, administrator (1987 – 1988), proboszcz (1988 – 2004)
- ks. Marek Macewicz, proboszcz (2004 – 2019)
- ks. Jacek Moroń, proboszcz (2019 – nadal)

## Grupy parafialne
Na terenie parafii działa kilka grup parafialnych:
- Legion Maryi,
- Żywy Różaniec,
- Ministranci.